# Мері Луїз Клів
Мері Луїз Клів (англ. Mary Louise Cleave; 5 лютого 1947 — 27 листопада 2023) — астронавт НАСА. Здійснила два космічні польоти на шатлі «Атлантіс»: STS-61-B (1985 р.) і STS-30 (1989 р.), інженер.

## Особисті дані та освіта

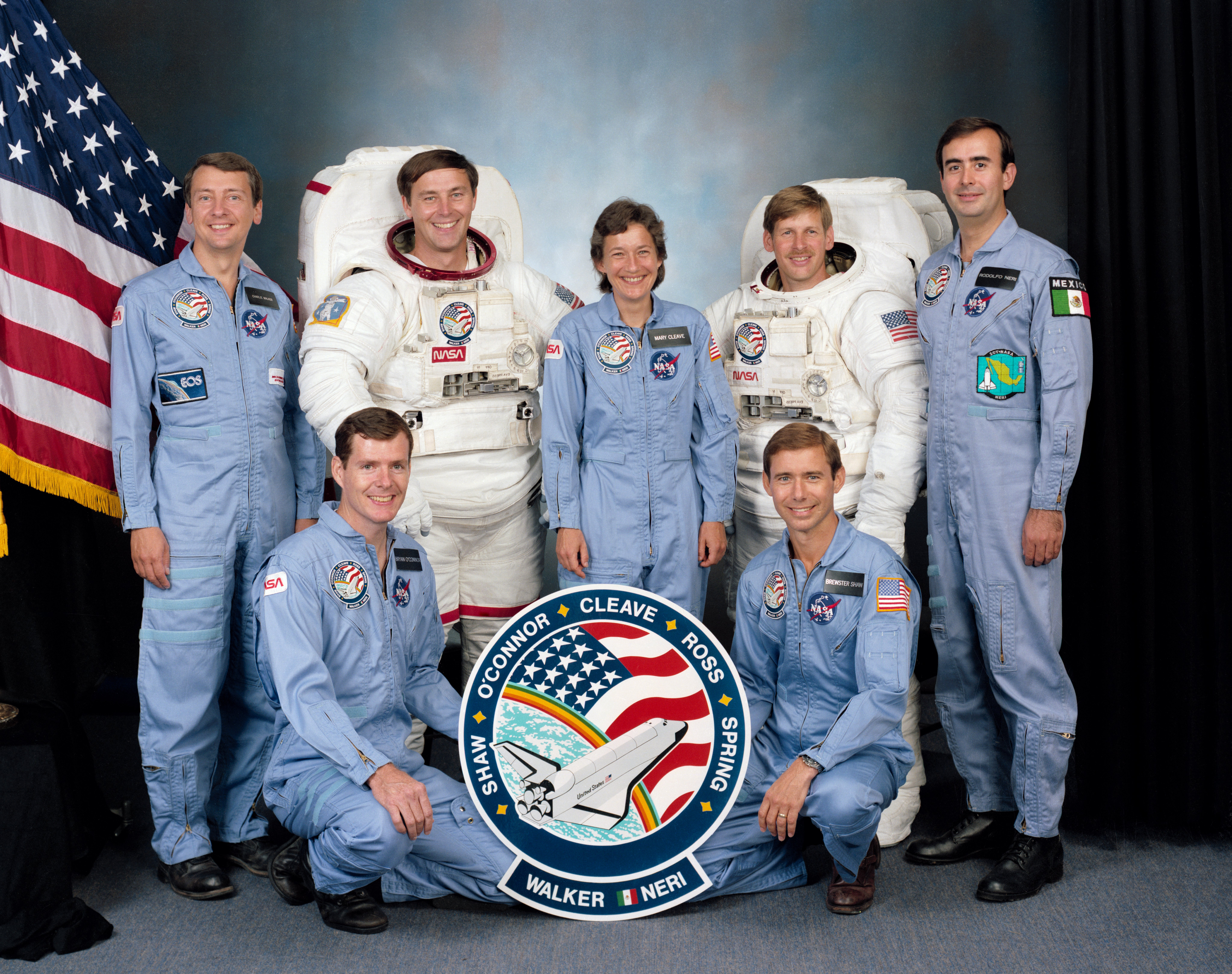
Екіпаж STS-61-B

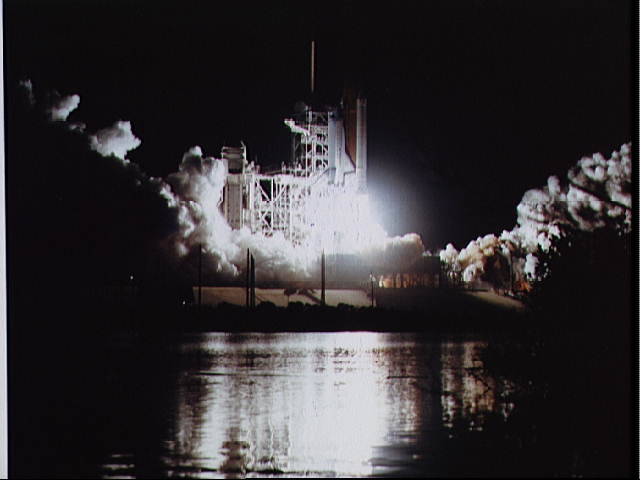
STS-61-B - нічний старт.

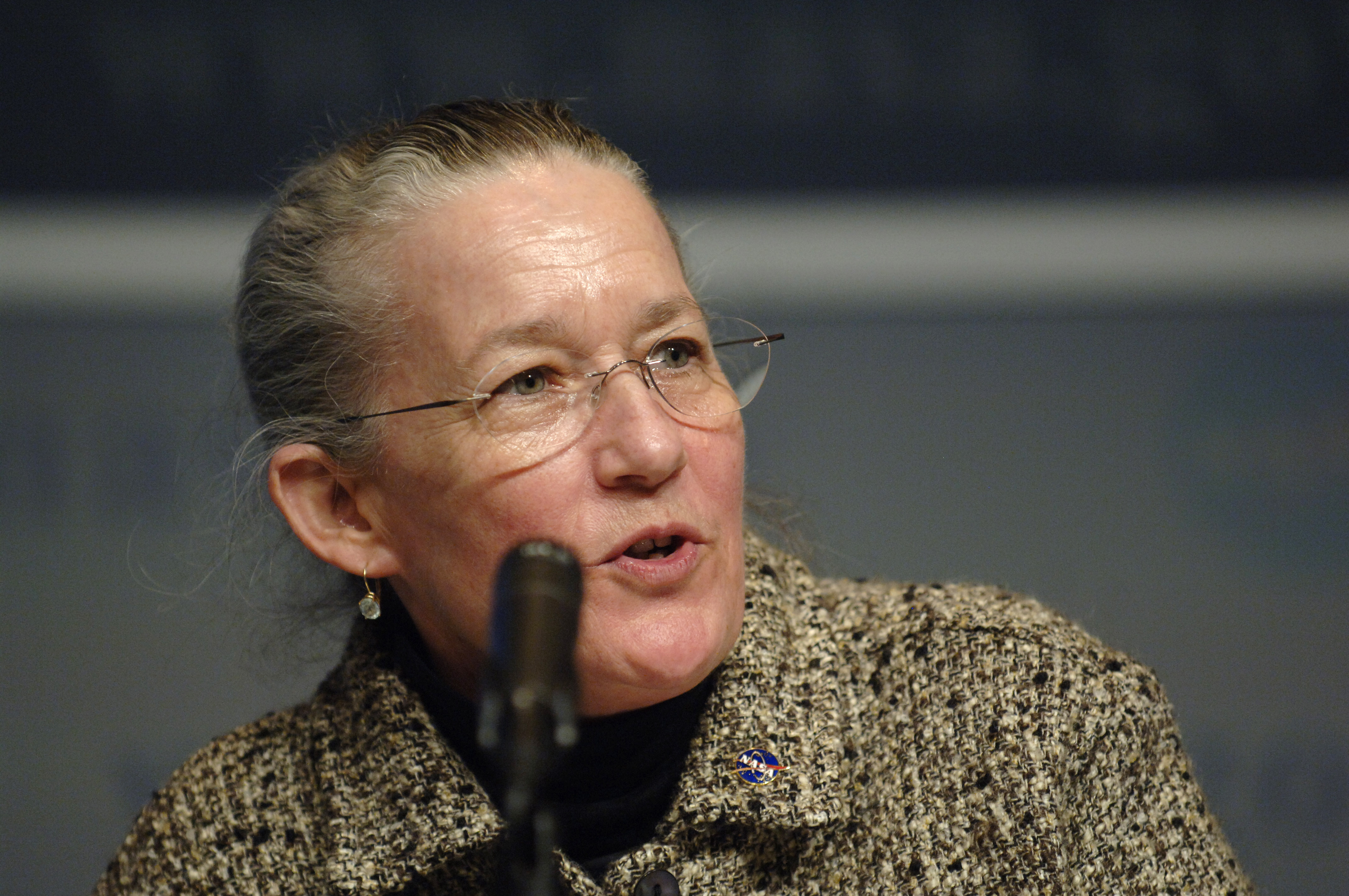
Клів у 2006 році.

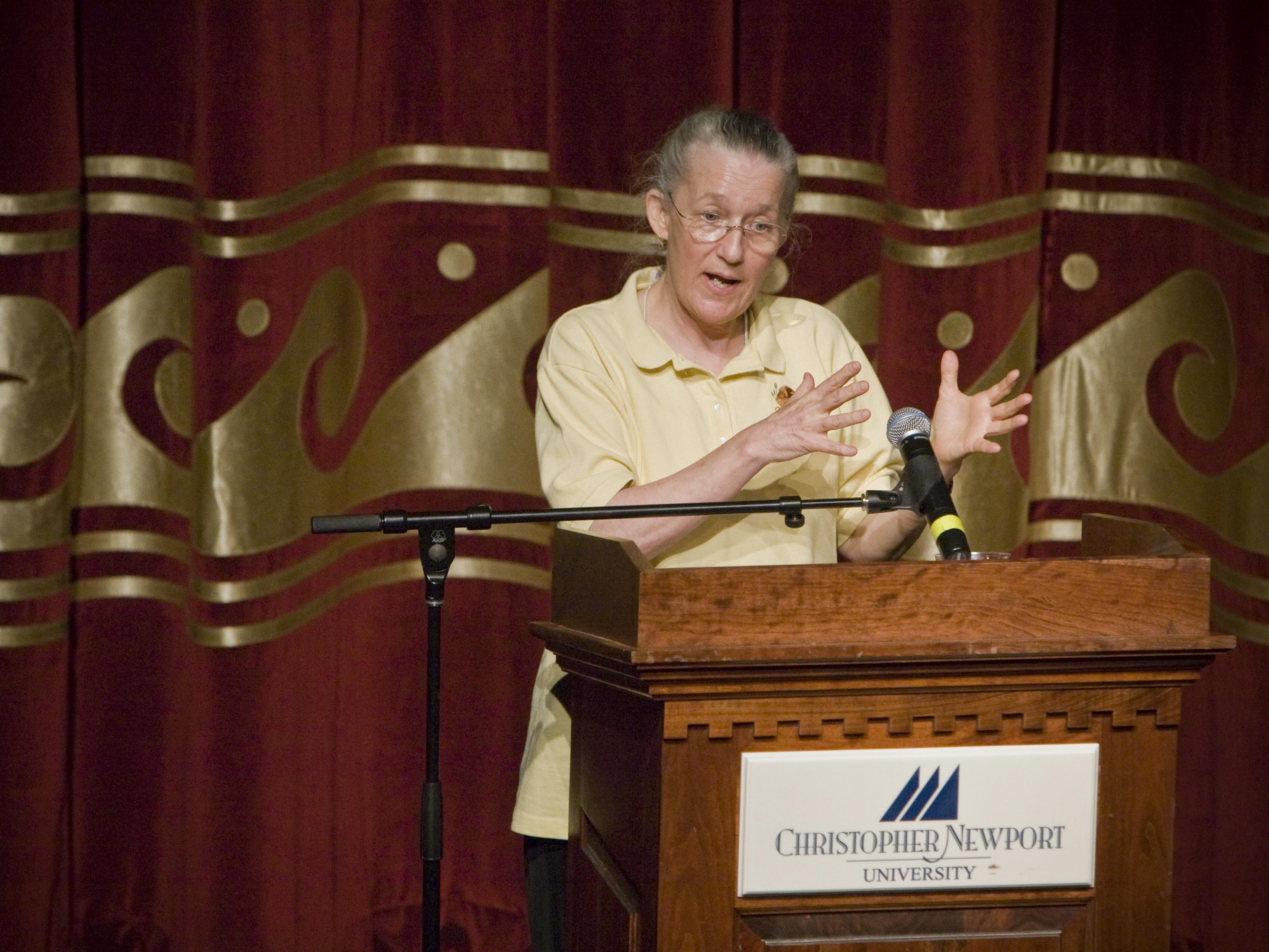
Клів у 2008 році.

Клів народилася 5 лютого 1947 року в місті Саутгемптон, штат Нью-Йорк. Батьки: батько — Говард Клів і мати — Барбара Клів. Вона виросла в Грейт-Неке, штат Нью-Йорк, де 1965 року закінчила середню школу. У неї є старша — Труді Картер і молодша сестра — Боббі Клів. Нині Клів мешкає в Аннаполісі, штат Мериленд, має кількох кішок та фокстер'єра Еббі. У 1969 році вона здобула ступінь бакалавра наук в області біології в Університеті штату Колорадо. У 1975 році — магістра наук в області мікробної екології в Університеті штату Юта. У 1979 році вона захистила докторську дисертацію в галузі цивільної та екологічної інженерії в тому ж Університеті..

## До НАСА
З вересня 1971 року по червень 1980 року Клів займалася альгологією (науковими дослідженнями водоростей), була призначена інженером-дослідником в «Центр екології та наукових досліджень» при Університеті штату Юта. Досліджувала різні водойми штату Юта.

## Підготовка до космічного польоту
Клів була запрошена в НАСА як кандидат в астронавти — травень 1980 року — склад дев'ятого набору. Почала проходження курсу загальнокосмічної підготовки (ОКП) з липня 1980 року. Після закінчення навчання в серпні 1981 року отримала кваліфікацію спеціаліста польоту і призначення до Відділу астронавтів НАСА. Її технічні завдання охоплювали: програмне забезпечення для Лабораторії електронного устаткування шаттла, оператор зв'язку в п'яти польотах шаттлів.

## Польоти в космос
- Перший політ — STS-61-B[3], шаттл «Атлантіс». З 27 листопада по 3 грудня 1985 року як спеціаліст польоту. Під час місії STS-61B було запущено 4 комунікаційних супутники: Morelos-B (Мексика), Optus-A2 (Австралія), Satcom-K2 (США), OEX Target. Morelos-B і Optus-AUSSAT-2 були виведені на орбіти за допомогою допоміжних двигунів PAM-D, а для Satcom-K2 вперше була використана модифікація PAM-D2 для виведення важчих супутників. Було проведено 2 експерименти по збірці конструкцій в космосі: конструкція, близька за формою до «піраміди» і за формою, близькою до «високої вежі». Тривалість польоту склала 6 діб 21 год 6 хвилин [4].
- Другий політ — STS-30[4], шаттл «Атлантіс». З 4 по 8 травня 1989 року як спеціаліст польоту. Екіпаж успішно вивів на орбіту автоматичну міжпланетну станцію (АМС) «Магеллан». Це був перший з 1978 року супутник США з вивчення іншої планети й перший планетарний зонд, який запущено з шаттла. Тривалість польоту склала 4 діб 00 годин 58 хвилин.

Загальна тривалість польотів в космос — 10 діб 22 години 4 хвилини.

## Після польотів
Клів залишила Космічний центр імені Ліндона Джонсона в травні 1991 року і перейшла в НАСА, в Космічний центр імені Годдарда у Грінбелте, штат Мериленд. Вона працювала в лабораторії процесів гідросфери, як керівник проєкту. Розробляла датчик кольору океану, який стежить за рослинністю в глобальному масштабі. Розробляла методи та технології біологічного очищення води.

## Нагороди та премії
Нагороджена: Медаль «За космічний політ» (1985 і 1989) і багато інших.